# 1914 en Saskatchewan
Chronologie de la Saskatchewan
- 1910
- 1911
- 1912
- 1913
- 1914
- 1915
- 1916
- 1917
- 1918

Cette page concerne des événements d'actualité qui se sont produits durant l'année 1914 dans la province canadienne de la Saskatchewan.

## Politique
- Premier ministre : Thomas Walter Scott
- Chef de l'Opposition :
- Lieutenant-gouverneur : George William Brown
- Législature :

## Naissances
- 21 février : Arthur Joseph Thibault, né à Bonne Madone et mort le 22 février 1983, à Prince Albert est une personnalité politique fransaskoise, élu député à l'Assemblée législative de la Saskatchewan de 1959 à 1971.

- 6 juin : Julien Joseph Audette, né dans la province de la Saskatchewan et mort le 28 octobre 1989,  est un pionnier fransaskois de l'aviation et du vol à voile au Canada.